# نیو هورایزنز
نیو هورایزُنز (به انگلیسی: New Horizons) که در محافل علمی ایران افق‌های نو نیز نامیده می‌شود، فضاپیمای روباتیکِ ناسا و بخشی از برنامه‌های فضایی مرزهای نو است که در ۱۹ فوریهٔ ۲۰۰۶ میلادی به‌سوی کمربند کویپر حرکت کرد. این کاوشگر فضایی که آن را کاوشگر بین‌سیاره‌ای یا «سیاره‌پیما» هم خوانده‌اند، نخستین فضاپیمایی است که به‌سوی پلوتو پرواز کرد و به مطالعه دربارهٔ این سیارهٔ کوتوله و پنج ماهِ تا کنون شناخته‌شدهٔ آن، به‌ویژه شارون، پرداخت. ماه‌های دیگرِ شناخته‌شدهٔ پلوتو: نیکس، و هیدرا و همچنین پی۴ و پی۵ هستند که اکنون به نام‌های سربروس و استوکس نام‌گذاری شده‌اند. آزمایشگاه فیزیک عملیِ دانشگاه جانز هاپکینز در این پروژه با مؤسسه تحقیقات جنوب غربی که پیمان‌کار اصلی این پروژه است از طریق تیم ویژه‌ای به رهبری آلن استرن همکاری دارد. افق‌های نو نتیجهٔ سال‌ها کار و تلاش بر روی پروژه‌های مختلفی است که از دهه ۱۹۹۰ فرستادن فضاپیمایی به سوی پلوتو در جریان بوده‌است.

افق‌های نو ویژگی‌های سیاره‌شناختیِ پلوتو و ماه‌های آن را بررسی و داده‌برداری کرده و یافته‌های خود را تدریجاً و در خلال کارهای دیگر خود ظرف ماه‌ها و سال آینده به زمین گزارش می‌کند. سفر طولانی این کاوشگر فضایی با رسیدن به پلوتو خاتمه نمی‌یابد، بلکه طبق برنامه‌ریزی‌های ازپیش‌انجام‌گرفته، کاوشگر فضایی افق‌های نو پس از گذر از کنار پلوتو به سراغ کمربند کویپر خواهد رفت تا دست‌کم با یکی از اجرام این کمربند نیز دیدار کند.

این کاوشگر بالاخره در ۱۴ ژوئیهٔ ۲۰۱۵ (۲۳ تیرماه ۱۳۹۴ خورشیدی) از کنار پلوتو گذشت و به‌سوی کمربند کویپر رهسپار شد.
در ۲۵ اکتبر سال ۲۰۱۶، ساعت ۲۱:۴۸ UTC، آخرین اطلاعات ثبت شده از پرواز کناری پلوتو توسط کاوشگر نیوهورایزنز را زمین دریافت کرد و ناسا اعلام کرد که اطلاعات بیشتری از این پس از پلوتو دریافت نخواهد شد.
پس از تکمیل پرواز کناری پلوتونی خود، این کاوشگر با انجام یک مانور به سوی آلتیما ثولی (486958) 2014 MU69 تغییر مسیر داد که در تاریخ ۱ ژانویه ۲۰۱۹؛ در حالی که در فاصلهٔ ۴۳٫۴ واحد نجومی از خورشید قرار داشت، این پرواز کناری صورت گرفت.
در ۱ ژانویه ۲۰۱۹ نیوهورایزنز با پرواز در مجاورت جسم فرانپتونی آلتیما ثولی ویژگی‌های زمین شناختی و ریخت شناختی آن را مطالعه کرد.
در اوت ۲۰۱۸ نیز، ناسا بر پایهٔ نتایج آلیس طیف‌سنج فرابنفش کاوشگر افق‌های نو اعلام کرد که در «افق‌های نو» وجود یک «دیوارهٔ هیدروژنی» در لبه‌های بیرونی سامانهٔ خورشیدی را تأیید می‌کند. این «دیوار» ابتدا در سال ۱۹۹۲ توسط دو فضاپیمای وویجر ۱ و وویجر ۲ کشف شده‌بود.

## از زمین تا پلوتو
به‌دنبال لغو دو پروژهٔ دیگر برای بررسی نادانسته‌ها دربارهٔ پلوتو، انجام این پروژه که پیشنهاد یک تیم به رهبری آلن استرن از مؤسسهٔ تحقیقات جنوب‌غربی تگزاس بود در سال ۲۰۰۱ میلادی به تصویب رسید.
پس از تأخیرهای پی‌درپی، سرانجام موشک حامل این فضاپیما در دوازدهم ژانویهٔ ۲۰۰۶ میلادی از پایگاه نیروی هوایی کیپ کاناورال مستقیماً به بیرون از حوزهٔ کنشی زمین پرتاب شد. این نخستین بار بود که یک جرم ساخت بشر سرعت گریز از سیارهٔ خود را که ۱۱٫۲ کیلومتر در ثانیه است مستقیماً پشت سر می‌گذاشت. افق‌های نو با سرعت ۱۶٫۲۶ کیلومتر در ثانیه و برون‌رفت یکسره از هوا کره زمین این رکورد تازه را در نخستین ساعت آغاز به کار از خود به‌جا گذاشت.
پس از پرواز کناری کوتاهی با سیارک ۱۳۲۵۲۴ (به انگلیسی: 132524 APL)، که در سال ۲۰۰۲ میلادی کشف شده‌بود، افق‌های نو به‌سوی سیارهٔ مشتری رهسپار شد و در بیست‌وهشتم فوریهٔ ۲۰۰۷ میلادی از فاصلهُ ۲٫۳ میلیون کیلومتری مشتری گذشت. یکی از دستاوردهای این دیدار، دریافت کمک گرانشی (اضافه سرعت) به مقدار ۴کیلومتر در ثانیه (۱۴٫۰۰۰ کیلومتر در ساعت) بود.
این فضاپیما در این دیدار، قابلیت‌ها و توانایی‌های پیشرفتهٔ خود را با تهیه و فرستادن یافته‌های تازه از جو مشتری و ماه‌های مشتری، و نیز از مگنتوسفر این سیاره برای اولین بار به نمایش گذاشت.
افق‌های نو سپس راه خود را به‌سوی سیارهٔ کوتولهٔ پلوتو در پیش گرفت. برای صرفه‌جویی در انرژی و کاهش فرسایش دستگاه‌ها، افق‌های نو سیستم‌های پردازندهٔ خود را ازاین‌پس بیشتر در حالت خواب زمستانی (به انگلیسی: Hibernation) قرار داد.
هنگام رسیدن افق‌های نو به نزدیکی‌های پلوتو، سیگنال‌های رادیویی این فضاپیما به سوی زمین و همچنین پیام‌های فرستاده‌شده از زمین برای افق‌های نو نزدیک به چهار ساعت و نیم در راه بودند تا به مقصد برسند.

این جستجوگر فضایی در روزهای اول تا سوم ژوئن ۲۰۱۳ میلادی، توانست نخستین نگاره‌هایی را که در آن‌ها پلوتو و شارون از هم قابل تفکیک باشند گردآوری کند. این نگاره‌ها هنوز وضوح چندانی ندارند. تاریخ یکشنبه، پنجم بهمن ۱۳۹۳ (۲۵ ژانویهٔ ۲۰۱۵ میلادی) روزی است که افق‌های نو گرفتن نگاره‌های اساسی‌ترِ خود را آغاز کرد. گرفتن نگاره‌های مکرر، افق‌های نو را در ارزیابی مسیر و موقعیت دقیق‌تر نزدیکی آن به پلوتو یاری می‌دهد؛ ناوبری نوری یکی از روش‌هایی است که در هدایت این جستجوگر فضایی به‌کار گرفته شده‌است.
در شانزدهم ژانویهٔ ۲۰۱۵ میلادی ناسا اعلام کرد که فضاپیمای افق‌های نو به مرحلهٔ گذشتن از کنار پلوتو نزدیک می‌شود و انتظار می‌رود در چهاردهم ژوئیه، افق‌های نو برای بار اول از کنار پلوتو بگذرد. دوریِ دقیق پلوتو از زمین در آن روز هنوز دانسته نیست.
در چهارم ژوئیهٔ ۲۰۱۵، تنها ده روز مانده به نزدیک‌ترین گذر از کنار پلوتو، ناسا اعلام کرد که فضاپیما ناهنجاری‌هایی را تجربه کرده و هم‌اکنون سامانهٔ رایانه‌ای در «حالت امن» قرار گرفته، و این موضوع تا زمانی که دانشمندان برایش راه‌حلی پیدا نکرده‌اند، مانع ادامهٔ رصدگری‌های علمیِ فضاپیماست. در پنجم ژوئیهٔ ۲۰۱۵، ناسا اعلام کرد که مشکل، وجود یک خطای زمانی در توالی محتوای یک فرمان که در دستور آماده شدن فضاپیما برای گذر از کنار پلوتو از آن استفاده شده، تشخیص داده شده‌است و فضاپیما خواهد توانست در هفتم ژوئیهٔ ۲۰۱۵، به اجرای برنامه‌های ازپیش تعیین‌شدهٔ خود ادامه دهد. گفته می‌شود که رصدگری‌های علمی ازدست‌رفته در این رخداد ضربه‌ای به رسیدن به هدف‌های اصلی علمی این پروژه وارد نساخته و تأثیر ناچیزی بر دیگر هدف‌ها خواهد گذاشت. به گفتهٔ ناسا، تنها ۳۰ تصویر از ۵۰۰ نگاره به‌سبب خاموشی نرم‌افزار در این زمان از دست رفته‌است.
فضاپیمای افق‌های نو در ۱۴ ژوئیهٔ ۲۰۱۵، ۱۱:۴۹:۵۷ از نزدیک‌ترین فاصلهٔ پلوتو با خود که تنها ۱۲٫۵۰۰ کیلومتر بود گذشت.
در ۱۴ ژوئیهٔ ۲۰۱۵، ۱۱:۴۹ (UTC) افق‌های نو فاصلهٔ خود را از سطح پلوتو ۱۲٫۶۰۰ کیلومتر ثبت کرده که نشان‌گر نخستین عبور موفقیت‌آمیز یک فضاپیما از کنار پلوتو برابر برنامهٔ پیش‌بینی‌شده بوده‌است. این لحظه یکی از خطرناک‌ترین لحظه‌ها بعد از مرحله‌های پرتاب است. به‌دنبال این پرواز کناری، در ساعت ۰۰:۵۲:۳۷ (UTC) ناسا نخستین پیام از افق‌های نو را دریافت کرد. این پیام نشان می‌داد که همهٔ دستگاه‌ها به‌خوبی کار می‌کنند.

## فاصله با زمین
هنگامی که پلوتو و زمین در دو سوی مخالف با یک دیگر بر گرد خورشید قرار گیرند این فاصله نزدیک به ۷٫۵ میلیارد (۷۵۰۰ میلیون) کیلومتر است و این بیشترین فاصله‌ای است که این دو می‌توانند از هم داشته باشند. کمترین فاصله هنگامی است که هر دو در یک سوی خورشید قرار گیرند. نزدیک‌ترین این فاصله نزدیک به ۴٫۲۸ میلیارد (۴۲۸۰ میلیون) کیلومتر است. فاصلهُ پلوتو تا خورشید نیز دگرگون است؛ گاهی از سیارهُ نپتون به خورشید نزدیک تر و گاهی هم دور تر است.

## حسگرها و ابزار

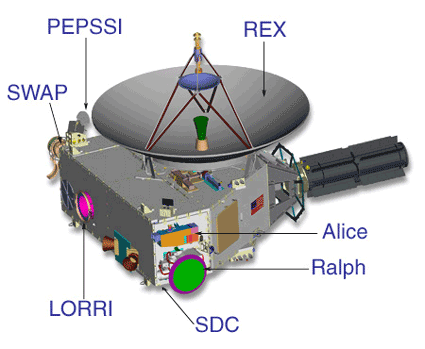
آنتن تماس با زمین را حفظ می‌کند، پپسی ذرات گریخته از اتمسفر پلوتون را اندازه می‌گیرد، سواپ کنش و واکنش پلوتون با بادهای خورشیدی را اندازه‌گیری خواهد کرد، لوری تلسکوپ و دوربین دیجیتال قدرتمند که در مقابل سرما مقاوم است، اس دی سی در کمربند کویپر تعداد ذرات غباری را که با آن برخورد می‌کنند را خواهد شمرد، رلف از پلوتون، اقمار آن و اجرام کمربند کویپر نقشه‌برداری خواهد کرد، آلیس ترکیب و ساختار اتمسفر پلوتون را کاوش می‌کند و در نهایت رکس فشار و دمای اتمسفر این سیاره را اندازه خواهد گرفت.

نیوهورایزنز ساخت مؤسسه تحقیقات جنوب غربی در تگزاس است.
به دلیل فاصله بسیار زیاد پلوتون از خورشید و عدم توانایی صفحات خورشیدی در تولید الکتریسیته لازم برای کاوشگر افق‌های نو، این فضاپیما از واحد آر.تی. جی (RTG) یا ژنراتورهای ترموالکتریکی رادیوایزتوپ به منظور تولید نیروی برق استفاده می‌کند. در این وسیله گرمای ناشی از شکست طبیعی عناصر سنگین رادیواکتیو به مواد سبکتر بر طبق خاصیت اثر ترموالکتریکی به جریان برق تبدیل می‌شود.
بیش از چهل سال است که آر.تی. جی در مأموریت‌های فضایی مورد استفاده قرار می‌گیرد. تا زمان استفاده از آن در افق‌های نو مولد آر.تی. جی در ۲۵ مأموریت فضایی شامل شش پرواز آپولو به مقصد ماه، دو مأموریت فضاپیماهای پایونیر، دو مریخ‌نشین وایکینگ، دو مأموریت فضاپیماهای ویجر به خارج از منظومهٔ شمسی، فضاپیمای گالیله که به سمت مشتری رفت، کاوشگر اولیسِ که مأمور بود تا قطب‌های خورشید را مشاهده و بررسی نماید و در نهایت مأموریت کاسینی-هویگنس برای مشاهده مجموعه زحل و اقمارش از این دستگاه به منظور تولید جریان برق مورد نیاز استفاده شده بود.
ماژول آر.تی. جی کاوشگر افق‌های نو که از ۶۸ میله سرامیکی دی‌اکسید پلوتونیوم۲۳۸ به وزن تقریبی ۱۱ کیلوگرم ساخته شده‌است، می‌تواند بالغ بر ۲۱۳ وات انرژی الکتریکی تولید کند.

## نگاره‌هایی از مرحلهٔ رویکرد

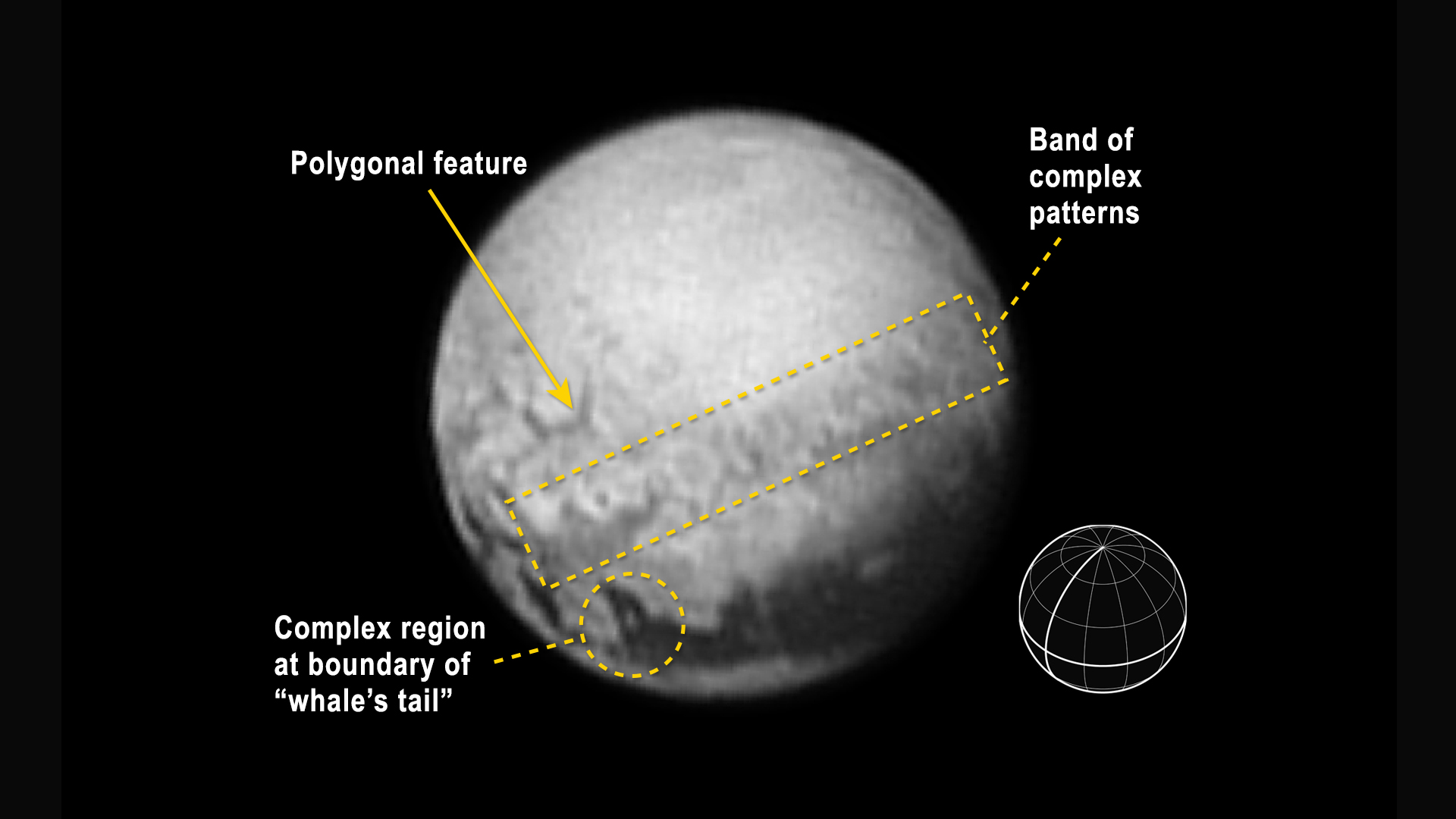
اولین نشانه از ویژگی‌های زمین‌شناسی در پلوتون (تاریخ، ۱۰ ژوئیه ۲۰۱۵).

- آوریل ۲۰۱۵: پلوتو و شارون – اولین عکس رنگی از این دو توسط رلف ۹ آوریل ۲۰۱۵[۹][۱۰]
- مه ۲۰۱۵: پلوتو از دیدگاه لوری از فاصلهٔ حدود ۷۵ میلیون کیلومتری[۱۱]
- مه ۲۰۱۵: تماشای گردش پلوتو از فاصلهٔ حدود ۵۰ تا ۵۵ میلیون کیلومتری
- ژوئن ۲۰۱۵:نیم کرهٔ مورد نظر برای نزدیکترین گذر از کنار پلوتو از فاصلهٔ حدود ۱۸ میلیون کیلومتری
- ژوئن ۲۰۱۵: نگارهٔ رنگی پلوتو از فاصلهٔ حدود ۱۸ میلیون کیلومتری

- ژوئن ۲۰۱۵: Pluto system, taken by the افق‌های نو space probe.
- ژوئن ۲۰۱۵: Pluto (left) and its moon شارون، taken by the افق‌های نو space probe.
- ژوئن ۲۰۱۵: پلوتو - دو چهرهٔ - به دور از شارون (چپ); به طرف شارون (راست).
- ژوئن ۲۰۱۵: پلوتو - two different sides - in color.

- ژوئیه ۲۰۱۵: Pluto and Charon as imaged by افق‌های نو.
- ژوئیه ۲۰۱۵: Pluto images (bw) viewed by افق‌های نو.
- ژوئیه ۲۰۱۵: Pluto image (color) viewed by افق‌های نو.
- ژوئیه ۲۰۱۵: Pluto image (color) viewed by افق‌های نو.

- Charon, moon of Pluto, viewed by افق‌های نو
(۱۲ ژوئیه ۲۰۱۵).
- Charon, moon of Pluto, viewed by افق‌های نو
(۱۱ ژوئیه ۲۰۱۵).
- Charon, moon of Pluto, viewed by افق‌های نو
(annotated; ۱۱ ژوئیه ۲۰۱۵).

- First signs of geological features on Pluto
(annotated; ۱۰ ژوئیه ۲۰۱۵).
- Pluto viewed by New Horizons
(annotated; ۱۱ ژوئیه ۲۰۱۵).

- پلوتو از دیدگاه افق‌های نو
(۱۱ ژوئیه ۲۰۱۵).
- پلوتو از دیدگاه افق‌های نو
(۱۱ ژوئیه ۲۰۱۵).
- پلوتو از دیدگاه افق‌های نو
(۱۲ ژوئیه ۲۰۱۵).

- پلوتو و شارون از دیدگاه افق‌های نو
(color; ۱۱ ژوئیه ۲۰۱۵).
- Pluto viewed by New Horizons
(color; animated; ۶ ژوئیه ۲۰۱۵).
- Pluto System viewed by New Horizons
(animation; ۱ ژوئیه ۲۰۱۵).

- پلوتو از دیدگاه افق‌های نو
(۱۱ ژوئیه ۲۰۱۵).
- پلوتو از دیدگاه افق‌های نو
(۱۱ ژوئیه ۲۰۱۵).
- پلوتو از دیدگاه افق‌های نو
(۱۲ ژوئیه ۲۰۱۵).
- پلوتو از دیدگاه افق‌های نو
(۱۳ ژوئیه ۲۰۱۵).

- Pluto as viewed by افق‌های نو
(۱۱ ژوئیه ۲۰۱۵).
- Pluto as viewed by افق‌های نو
(۱۳ ژوئیه ۲۰۱۵).

- Pluto - نزدیک استوا- پلوتو از دیدگاه افق‌های نو Horizons
(ژوئیه ۱۴, ۲۰۱۵).[۱۲]
- Pluto - Sputnik Planum (اسپوتنیک (دشت اسپوتنیک) - در مرکزدست چپ of Tombaugh Regio
(ژوئیه ۱۴, ۲۰۱۴).[۱۳] (السیاق)